# Toxicitet

GHS bild som ofta används som varning för giftiga ämnen.

Toxicitet, av grekiskans toxikon, "pilgift", är den förmåga ett ämne har att skada en organism, och därför ett mått på dess grad av giftighet.
Ett centralt begrepp i toxikologi är att toxicitet är dosberoende. Även ämnen som i grunden inte ses som giftiga kan i mycket höga doser ha en giftverkan. Exempelvis kan vatten orsaka vattenförgiftning.

## Orsaker till toxicitet

### Exponering och dos
Toxicitet hos ett ämne beror på två huvudsaker, exponering och dos. Exponering innebär att ett gift kommer i kontakt med en organisms avgränsningsytor till omvärlden. Det finns fyra typer av exponering; inandning, förtäring, absorption och injektion. Gaser som kolmonoxid och klorgas kan endast exponeras genom inandning. Tungmetaller och andra fasta eller flytande ämnen med giftiga egenskaper exponeras oftast genom förtäring, men det förekommer fasta och flytande ämnen som också exponeras genom absorption. Organismer exponeras för ormgift genom injektion och för radioaktiva ämen genom absorption. En organism kan exponeras för ett ämne på flera olika sätt. Inga negativa effekter inträffar om exponeringen inte sker på det specifika sättet eller sätten som krävs för att ämnet ska vara giftigt. Dos är viktigt på ett liknande sätt. Det finns alltid en dos där ett ämnes effekt är omärklig och en dos där ämnet är giftigt. Dosen spelar därför en viktig roll när det kommer till ett ämnes toxicitet.

### Selektiv toxicitet
Selektiv toxicitet innebär att olika sorts organismer reagerar på olika sätt när de utsätts för samma gift. Som exempel har skorpiongift en förlamande effekt hos människor, medan surikater (vars diet består delvis av skorpioner) har utvecklat immunitet mot giftet. Selektiv toxicitet omfattar också individer inom samma art. Allergier skapar en selektiv toxicitet då en individ kan ha en potentiellt dödlig reaktion till ett allergen som en annan individ inte påverkas av. Antibiotika används för att hämma oönskade bakterier i ens kropp. Det är därför viktigt att antibiotikan innehar slektivt toxiska egenskaper för att inte påverkar bakterierna i till exempel tarmfloran, utan endast de skadliga bakterierna.

## Typer

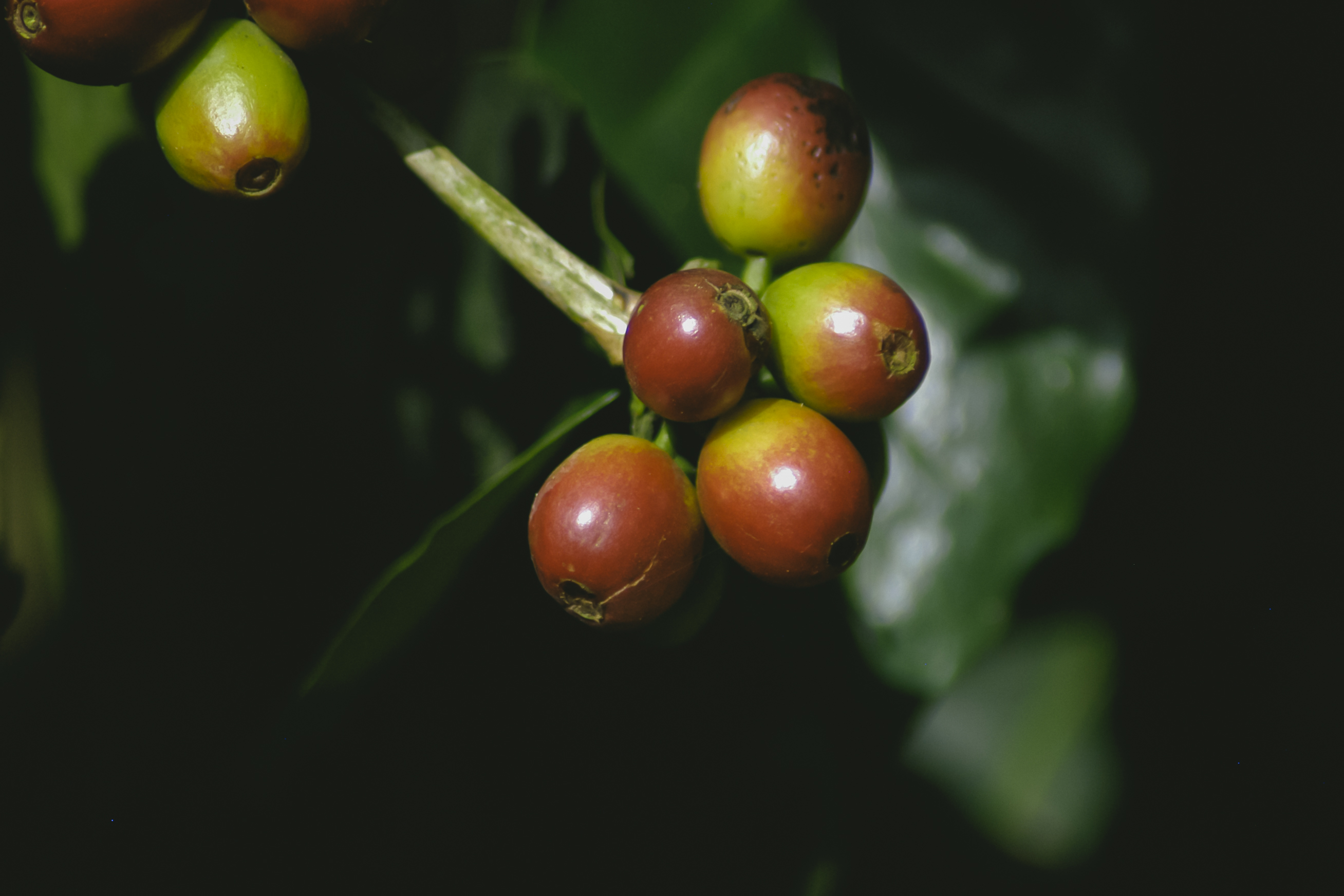
Koffeinet i kaffebuskens bär är ett fytotoxin utvecklat för att skydda växten mot insekter.

De tre mest omfattande typerna av toxicitet är biologisk, kemisk och fysisk.

### Biologisk toxicitet
Biologisk toxicitet innebär giftigheten hos ämnen producerade av levande organismer. Nästan alla typer av levande organismer producerar någon typ av gift. Biologiskt gift kan delas upp i följande huvudgrupper; mykotoxin (producerat av svamapr), zootoxin (producerat av djur), bakterietoxin (producerat av bakterier) samt fytotoxin (producerat av växter). Gifterna produceras för olika anledningar beroende på typen av organism. Gift producerat med avsikt att jaga behöver oftast injiceras för att vara effektivt, medan gift producerat som försvar oftast levereras vid förtäring av organismen. Detta är överlag sant för alla levande organismer som producerar gift, dock förekommer undantag som bin, vars gift injiceras även om det endast används som försvar.

### Kemisk toxicitet
Kemisk toxicitet innebär giftigheten hos ämnen som inte producerats naturligt av en levande organism. Kemiska gifter skapas ofta av människor för att bekämpa oönskade organimser. Samlingsnamnet för dessa konstgjorda gifter är pesticider, men de delas ofta in i mindre grupper beroende på vilken sorts organism som de är selektivt giftiga mot. Herbicider verkar mot växter, fungicider verkar mot svamp, rodenticider verkar mot gnagare, insekticider verkar mot insekter, och så vidare. Konstgjorda kemikalier som har en icke-selektiv toxicitet till organismer kallas biocider. Användning av dessa kemikalier är strikt kontrollerade runt om i världen. Kemiska gifter förekommer också naturligt. Tungmetaller definieras som metaller med en densitet över 5kg/liter och är ett kemiskt gift.